# Egeria
Egeria je římská bohyně pramenů a jezer (nymfa).
V mýtech vystupovala ponejvíce jako milenka a průvodkyně krále Numy Pompilia. Po jeho smrti Egeria žalem chřadla natolik, že ji bohyně Diana proměnila v pramen. Ze stromů jí byl zasvěcen Quercus, tedy dub. Na její počest se pořádaly oslavy, při nichž kněžka Egeriina uzavřela symbolický posvátný svazek s králem Říma, který hrál roli Jova. Slavnosti byly variací na oslavy sňatku Dia s Hérou, které se konaly v Athénách.
Egerii bylo zasvěceno množství jezer a pramenů.